# Alfa Centauri
Alfa Centauri (α Cen/α Centauri/Alfa Centauri; conosciuta anche come Rigel Kentaurus o Rigil Kent o, più raramente, come Toliman) è un sistema stellare triplo situato nella costellazione australe del Centauro. È la stella più luminosa della costellazione, nonché terza stella più brillante del cielo notturno a occhio nudo, dopo Sirio e Canopo: infatti, sommando la magnitudine apparente delle due componenti, A (+0,01) e B (+1,34), come si osserva a occhio nudo, il sistema appare di magnitudine −0,27. È anche il sistema stellare più vicino al sistema solare (4,365 anni luce). In particolare Proxima Centauri, delle tre stelle che compongono il sistema, è dopo il Sole la stella più vicina alla Terra.
Il sistema di α Centauri è costituito da una coppia di stelle di sequenza principale di luminosità simile, una stella G V  e una nana arancione molto vicine fra loro, e a occhio nudo o con un piccolo binocolo sembrano essere un'unica stella. In aggiunta se ne trova una terza, una nana rossa molto più distante e meno luminosa, chiamata Proxima Centauri, la quale compie un'orbita molto ampia attorno alla coppia principale. 

## Osservazione

### Individuazione

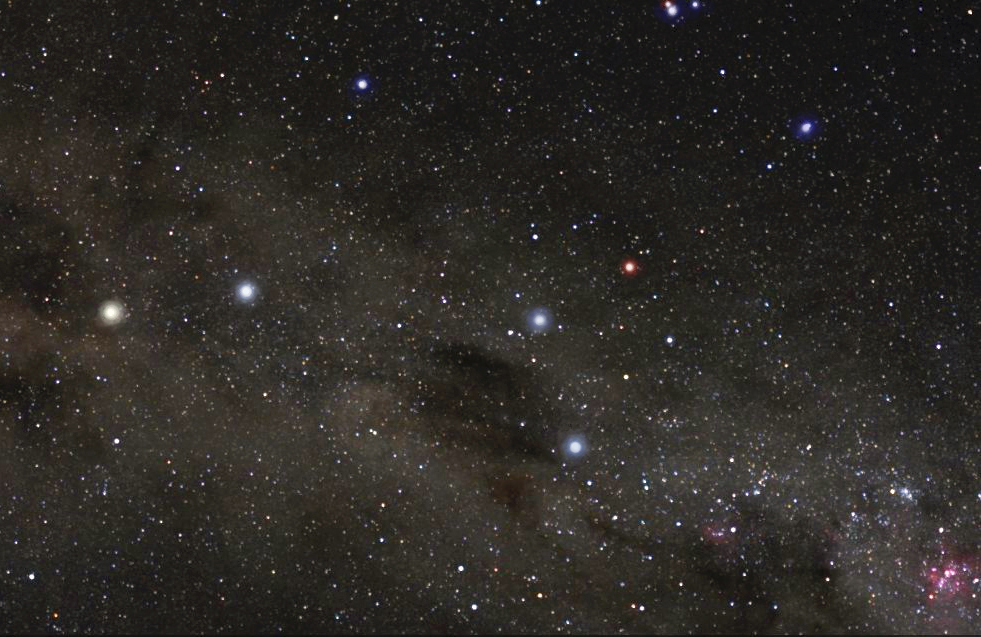
(la stella più a sinistra) è parte di un brillante asterismo che include le "zampe" del Centauro e la costellazione della Croce del Sud.

Il sistema di α Centauri appare a occhio nudo come una stella singola di colore giallastro; si osserva in direzione della Via Lattea australe, a una declinazione di −60°50', dunque invisibile dall'intera area dell'Europa continentale, dal Mar Mediterraneo, dalla Cina settentrionale e da gran parte dell'America del Nord. Inizia invece a essere osservabile a sud del 29º parallelo nord, corrispondente all'Egitto, al Texas, alla penisola arabica, al nord dell'India e alla Cina del sud; i mesi migliori per la sua osservazione dall'emisfero nord sono quelli di aprile-maggio.
Dall'emisfero australe la stella diventa circumpolare appena lasciato in direzione sud il tropico del Capricorno: dalla Nuova Zelanda e dal sud dell'Australia fino a Sydney, come pure dall'Argentina, è visibile durante tutto l'anno. La culminazione a mezzanotte di α Centauri è il 9 aprile, mentre la culminazione alle 21:00 è l'8 giugno.
L'area di cielo in cui si trova α Centauri è particolarmente ricca di stelle brillanti, il che facilita notevolmente il suo riconoscimento: è infatti accoppiata a un'altra stella molto luminosa, Hadar (β Centauri), un astro di colore azzurro distante apparentemente solo pochi gradi; continuando l'allineamento delle due stelle verso ovest per un breve tratto si raggiunge un altro gruppo di stelle molto luminoso e particolarmente conosciuto, che forma la costellazione della Croce del Sud. Per questa ragione nell'emisfero australe α Centauri e Hadar vengono chiamate Puntatori del Sud.
Sebbene α Centauri appaia molto meno luminosa di Sirio e di Canopo la sua luminosità può rivaleggiare con quella di alcuni pianeti, come Saturno e talvolta anche Marte, a seconda della loro distanza da noi.

### Osservazione amatoriale
Le due componenti principali del sistema, α Centauri A e α Centauri B, sono troppo vicine fra di loro per potere essere distinte a occhio nudo, dato che la loro separazione angolare varia fra 2 e 22 secondi d'arco, ma per gran parte del loro periodo orbitale sono risolvibili con facilità con potenti binocoli o un telescopio amatoriale.
Vista dalla Terra Proxima Centauri, si trova circa 2,2° a sud-ovest di α Centauri; questa separazione apparente equivale a circa quattro volte il diametro apparente della Luna Piena e a circa la metà della distanza angolare fra α Centauri e Hadar. Proxima appare una stella di colore rosso intenso di magnitudine apparente pari a 13,1, in un campo povero di altre stelle di fondo; è indicata come V645 Cen nel General Catalogue of Variable Stars: si tratta infatti di una stella variabile UV Ceti, che può variare fino a raggiungere la magnitudine 11 senza un periodo regolare. Alcuni astronomi amatoriali e professionisti sono soliti monitorare le variazioni di luminosità di questa stella tramite l'uso di telescopi ottici o radiotelescopi.

## Storia delle osservazioni
Il riconoscimento di α Centauri come sistema composto da due stelle risale al dicembre 1689, quando Padre Richaud risolse le due componenti per la prima volta dalla città indiana di Pondicherry, durante l'osservazione di una cometa. Nel 1752 Nicholas Louis de Lacaille fece degli studi astrometrici del sistema usando un circolo meridiano, uno strumento per determinare il punto in cui una stella raggiunge il punto più alto sull'orizzonte (passa il meridiano); nel 1834 furono invece condotte le prime osservazioni micrometriche, a opera di John Herschel. Dai primi anni del XX secolo, le osservazioni vennero condotte su lastre fotografiche.
Nel 1926 William Stephen Finsen calcolò dei parametri orbitali approssimativi prossimi a quelli oggi accettati per questo sistema. Tutte le posizioni future sono ora abbastanza accurate da permettere a un osservatore di determinare le posizioni relative delle stelle sulla base di effemeridi delle stelle doppie.

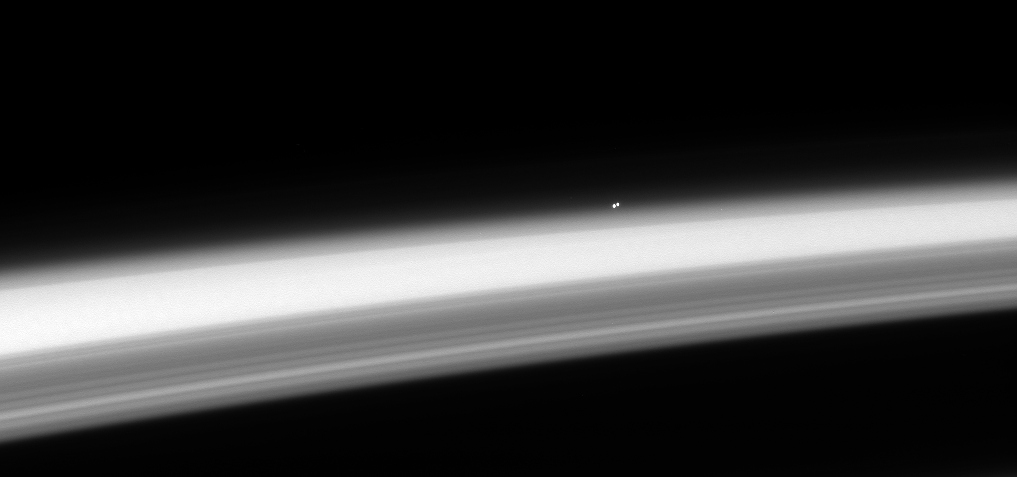
A e B sopra l'orizzonte parzialmente illuminato di Saturno, viste dalla sonda Cassini/Huygens.

La scoperta che il sistema di α Centauri è in realtà quello più vicino a noi fu di Thomas James Henderson, che misurò la parallasse trigonometrica del sistema fra l'aprile del 1832 e il maggio del 1833; egli non pubblicò subito i suoi risultati, poiché temeva che le sue misurazioni fossero troppo grandi per essere verosimili, ma dopo che Friedrich Wilhelm Bessel ebbe pubblicato i risultati dei suoi studi della parallasse di 61 Cygni, nel 1838, si decise a pubblicare a sua volta i risultati per α Centauri l'anno successivo. α Centauri fu così ufficialmente la seconda stella la cui distanza era stata misurata.
Robert Innes fu il primo a scoprire, nel 1915 dal Sudafrica, la stella Proxima Centauri, utilizzando delle lastre fotografiche prese in periodi differenti durante uno studio dedicato al monitoraggio del moto proprio delle stelle. Il grande moto proprio e la parallasse di questa apparentemente anonima stellina rossa sembravano perfettamente compatibili con quelli del sistema di α Centauri AB. Trovandosi a una distanza di 4,22 anni luce dalla Terra Proxima Centauri fu così riconosciuta come la stella più vicina in assoluto. Le distanze attualmente accettate derivano dalle misure di parallasse eseguite dal satellite Hipparcos e riportate nell'omonimo catalogo. Nel 1951 l'astronomo americano Harlow Shapley annunciò che Proxima Centauri è una stella variabile di tipo UV Ceti. Shapley scoprì le variazioni della stella esaminando vecchie lastre fotografiche che mostravano in alcuni casi un incremento della sua luminosità di circa l'8% rispetto al normale, facendone di fatto la più attiva variabile di tipo UV Ceti allora conosciuta.

## αCentaurinelle epoche precessionali
α Centauri attualmente appare come una delle stelle luminose più meridionali; in epoche passate, tuttavia, la precessione degli equinozi aveva portato questa e le altre stelle circostanti a declinazioni più prossime all'equatore celeste, così che potevano essere osservate, 4000-5000 anni fa, anche dall'Europa centrale.

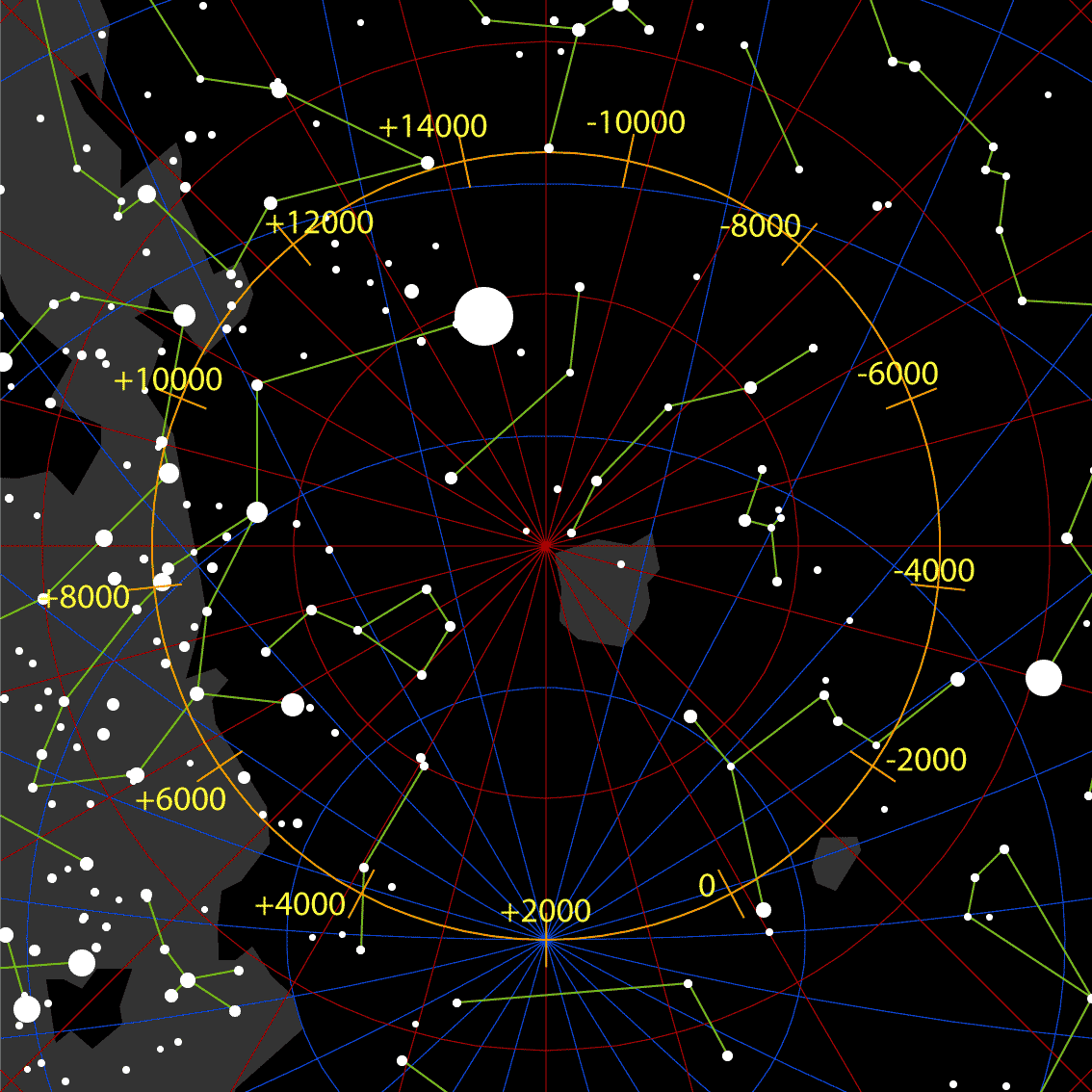
Movimento del polo sud celeste durante le epoche precessionali; la stella luminosa in alto è Canopo. Come il polo si avvicina alla scia della Via Lattea (a sinistra), assume una declinazione molto meridionale.

Nell'epoca presente infatti la stella possiede un'ascensione retta pari a 14h 39m, dunque si trova in quella fascia di coordinate di ascensione retta compresa fra le 6h e le 18h, in cui gli oggetti tendono ad assumere declinazioni sempre più meridionali (tranne l'area attorno al polo sud dell'eclittica). Ciò è dovuto al fatto che l'asse terrestre, in direzione sud, tende ad avvicinarsi a questa parte di cielo; ne consegue che l'area di cielo verso cui l'asse tende a puntare assume declinazioni meridionali, mentre l'area di cielo da cui si allontana tende a diventare visibile anche a latitudini più settentrionali.
All'epoca dei Greci e dei Romani la parte di cielo in cui si trova α Centauri era visibile anche alle latitudini medie del Mediterraneo; i popoli mediterranei infatti conoscevano bene questa stella, che veniva considerata come il piede del Centauro: il nome proprio di α Centauri infatti è Rigel Kentaurus, e anche se derivato dalla frase araba per "Piede del Centauro", ricorda sempre la sua "funzione" all'interno della costellazione.
Fra circa 3000 anni l'ascensione retta di α Centauri sarà pari a 18h, che equivale al punto più meridionale che la stella potrà raggiungere; dopo di che, l'asse terrestre inizierà a riallontanarsi da questa stella, che quindi assumerà declinazioni sempre più settentrionali.
A questo movimento si aggiunge il grande moto proprio della stella stessa, che essendo molto vicina è logicamente notevole: infatti α Centauri sembra muoversi nella direzione di Hadar, alla velocità di 6,1 minuti d'arco al secolo.

## Caratteristiche

Confronto delle dimensioni e dei colori delle stelle nel sistema di con il Sole. Da sinistra verso destra: il Sole, α Cen A, α Cen B, e Proxima.

Con una magnitudine apparente integrata di −0,27, α Centauri appare a occhio nudo come una stella singola, un po' meno brillante di Sirio e di Canopo, anch'esse poste nell'emisfero australe; la quarta stella più luminosa è invece Arturo, con una magnitudine di −0,04, nell'emisfero boreale. Se si considera invece il sistema di α Centauri come due stelle separate, la stella primaria del sistema, α Centauri A, ha una magnitudine apparente di +0,01, ossia appena meno luminosa di Arturo e impercettibilmente meno luminosa di Vega, la quinta stella, ponendosi così al quarto posto fra le stelle più luminose. La seconda compagna, α Centauri B, possiede invece una magnitudine di 1,33, diventando la ventunesima stella del cielo in ordine di luminosità.
α Centauri A è il membro principale (o primario) del sistema, e appare leggermente più luminoso del nostro Sole, in termini assoluti. Si tratta comunque di una stella simile al nostro astro, di sequenza principale, con un colore tendente al giallastro, la cui classificazione è G2 V. Questa stella è circa il 10% più massiccia del nostro Sole, con un raggio del 23% più grande; La velocità di rotazione (v × sini) di α Centauri A è 2,7±0,7 km/s, che equivale a un periodo di rotazione di 22 giorni.
α Centauri B è la componente secondaria del sistema, leggermente più piccola e meno luminosa del nostro Sole; anche questa è nella fase di sequenza principale; la sua classe spettrale è K1 V, ossia una stella di colore giallo-arancione. La sua massa è pari al 90% di quella del Sole e il suo raggio è del 14% più piccolo; la velocità di rotazione è 1,1±0,8 km/s, equivalente a un periodo di 41 giorni. Una stima precedente indicava questo valore pari a 36,8 giorni. Osservazioni effettuate nei raggi X con i satelliti ROSAT e XMM-Newton hanno evidenziato che la componente B emette più energia in questo intervallo spettrale rispetto ad α Centauri A, nonostante sia complessivamente la meno luminosa delle due. Le curve di luce in banda X hanno evidenziato inoltre una certa variabilità delle due stelle, più rapida per α Centauri B che per A. Per quest'ultima la spiegazione più accreditata è la presenza di un ciclo solare simile a quello undecennale del Sole, mentre α Centauri B è una vera e propria stella a brillamento: sono stati infatti osservati due brillamenti, sia con ROSAT che con XMM-Newton, anche se sono fra i più deboli registrati per questo tipo di stelle.
La terza componente, α Centauri C, è anche nota come Proxima Centauri; la sua classe spettrale è M5Ve o M5VIe, il che suggerisce che possa trattarsi o di una stella di sequenza principale (tipo V) o una stella subnana (tipo VI) il cui spettro presenta linee di emissione; l'indice di colore B-V è pari a +1,81. La sua massa è circa 0,12 M☉.
Le due componenti visibili luminose del sistema doppio sono chiamate α Centauri AB: la designazione "AB" indica il centro gravitazionale apparente delle componenti principali relativamente all'altra (o alle altre) compagna minore. "AB-C" si riferisce all'orbita di Proxima attorno alla coppia centrale. Questo sistema di designazione consente agli astronomi specializzati in sistemi stellari multipli di definire gli astri componenti in funzione delle diverse relazioni che intercorrono fra essi, come nel caso di questo terzetto di stelle. La designazione di tutte le componenti viene gestita e controllata dallo U.S. Naval Observatory, in un catalogo aggiornato continuamente chiamato Washington Double Star Catalog (WDS), che contiene oltre 100 000 stelle doppie, indicate secondo questa nomenclatura.
Alcuni vecchi riferimenti riportano la designazione, oggi deprecata, di A×B. Dato che la distanza fra il Sole e α Centauri AB non è significativamente diversa rispetto a quella fra il Sole e le singole componenti, da un punto di vista gravitazionale questo sistema è considerato come se fosse un unico oggetto.

### Il sistema binario

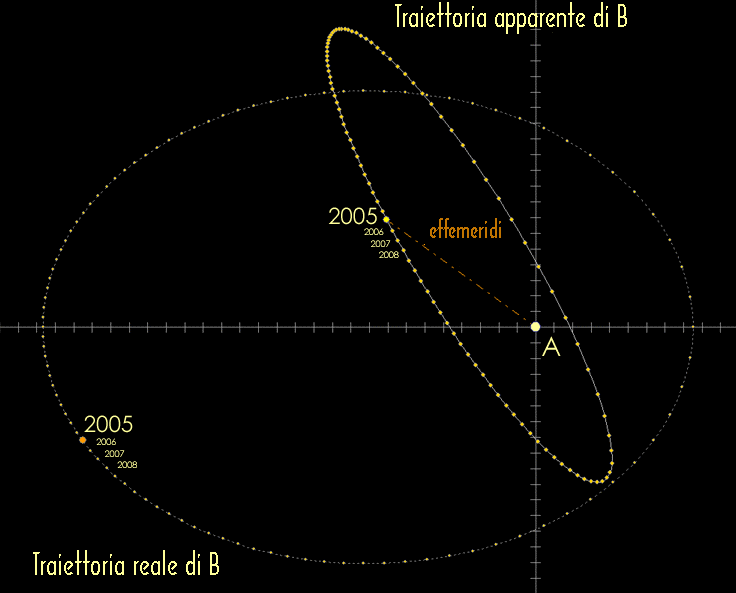
Confronto fra l'orbita apparente e quella reale delle componenti primarie di ; l'ellisse ampia indica la forma reale dell'orbita della componente B attorno ad A, mentre l'ellisse schiacciata e inclinata indica l'orbita come appare vista dalla Terra.

Le componenti AB di α Centauri percorrono le loro orbite attorno al baricentro del sistema in un periodo di 79,91 anni, avvicinandosi reciprocamente fino a 11,2 au (1,68 miliardi di chilometri), circa la distanza media fra il Sole e Saturno) e allontanandosi fino a una distanza di 35,6 au (5,33 miliardi di chilometri), circa la distanza media fra il Sole e Plutone. Le orbite delle due stelle sono dunque ellittiche, ma a differenza di quelle dei pianeti del Sistema solare, la loro eccentricità è notevole (e = 0,5179). Dai parametri orbitali, utilizzando la terza legge di Keplero, è possibile risalire alla massa del sistema, che risulta essere pari a circa 2 M⊙; una stima delle masse delle due singole stelle è di 1,09 M⊙ e 0,90 M⊙ rispettivamente per α Centauri A e B. Stime successive, tuttavia, danno valori leggermente più alti: 1,14 M☉ per α Centauri A e 0,92 M☉ per α Centauri B, portando la massa complessiva del sistema a 2,06 M☉.
α Centauri A e B hanno una magnitudine assoluta pari rispettivamente a +4,38 e +4,71. Questi valori, insieme alle caratteristiche spettrali dei due astri, permettono di desumere l'età delle due stelle che, secondo le attuali teorie sull'evoluzione stellare, oscillerebbe fra i 5 e i 6 miliardi di anni, leggermente più vecchie del Sole.
Vista dalla Terra l'orbita apparente di questa stella binaria risulta essere fortemente inclinata (oltre 79º), causando una notevole variazione della separazione angolare dei due astri nel corso del tempo: fino al febbraio del 2016 le due stelle si avvicineranno sempre di più, raggiungendo una distanza minima apparente di quattro secondi d'arco, dopo di che riprenderanno ad allontanarsi. La minima separazione angolare possibile è di poco inferiore a 2", mentre la massima è di 22" e si è avuta l'ultima volta nel febbraio del 1976; la prossima si avrà nel gennaio del 2056.
Se consideriamo l'orbita reale, invece, le due stelle hanno raggiunto il periastro (il punto di minima distanza reale) nell'agosto del 1956, mentre il prossimo sarà raggiunto nel maggio del 2035; il punto di massimo allontanamento (apoastro) è stato raggiunto invece nel maggio 1995, mentre il prossimo lo sarà nel 2075. In questa fase dell'orbita, pertanto, le due stelle sono in fase di reciproco avvicinamento.

### Proxima Centauri

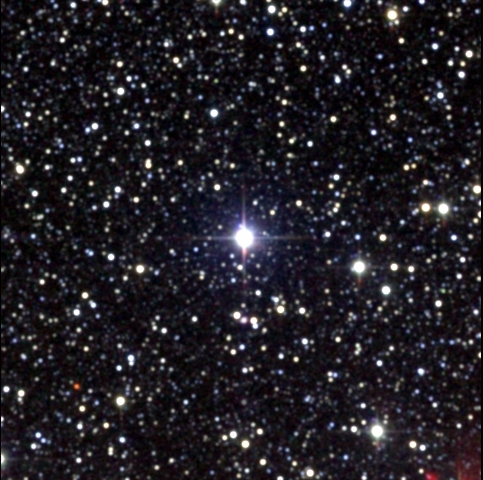
Proxima (al centro) vista tramite la survey infrarossa 2MASS.

Proxima Centauri (spesso chiamata anche solo Proxima) è la debolissima nana rossa che si trova a circa 13000 au dal sistema α Centauri AB, equivalente a 0,2 anni luce, cioè poco meno del 5% della distanza fra il Sole e la coppia α Centauri AB. Proxima appare gravitazionalmente legata al sistema AB, compiendo un'orbita attorno alle due stelle in un periodo di circa 550000 anni, con un'eccentricità pari a circa 0,50; ciò determina che la stella raggiunga una distanza da α di circa 4300 au al periastro (ossia il punto più vicino dell'orbita rispetto al sistema centrale) e di circa 13000 au all'apoastro (il punto più lontano dell'orbita rispetto al sistema centrale).
Proxima è una nana rossa di classe spettrale M5.5V, con una magnitudine assoluta di +15,53, dunque notevolmente inferiore a quella del Sole. La massa di questa stella è stimata sui 0,123±0,06 M⊙ (arrotondato a 0,12 M☉) o circa un ottavo di quella del Sole.

### Moti spaziali
Tutte le componenti di α Centauri mostrano un moto proprio notevole rispetto alle stelle di fondo, similmente a quanto avviene per altre stelle luminose, come Sirio e Arturo. Nel corso dei secoli questo causa un lento spostamento della posizione apparente della stella; stelle di questo tipo vengono chiamate stelle a elevato moto proprio. Questi moti stellari erano sconosciuti agli antichi astronomi, che credevano che le stelle fossero eterne e permanentemente fissate sulla sfera celeste, come si evince per esempio dalle opere del filosofo Aristotele.

Distanza di e di altre stelle vicine nel corso del tempo.

Edmond Halley nel 1718 scoprì che alcune stelle si erano notevolmente spostate dalla posizione astrometrica rilevata in passato; per esempio, la brillante stella Arturo (α Boo), nella costellazione di Boote, mostrava di essersi spostata di circa mezzo grado in 1800 anni, come pure Sirio (α CMa), nel Cane Maggiore. Il raffronto che fece Halley si basò sulle posizioni indicate nel catalogo di Tolomeo (l'Almagesto), i cui dati si basavano sulle misurazioni eseguite da Ipparco durante il I secolo a.C. Gran parte dei moti propri stellari rilevati da Halley furono relativi a stelle dell'emisfero boreale, così quello di α Centauri non fu determinato fino all'Ottocento.
L'osservatore scozzese Thomas James Henderson fu colui che scoprì, all'inizio dell'Ottocento, la vera distanza di α Centauri, dal Royal Observatory sul Capo di Buona Speranza. Le sue conclusioni furono dovute proprio allo studio dell'insolitamente alto moto proprio del sistema che comportava che la velocità reale osservata attraverso lo spazio doveva essere molto più elevata. In questo caso il moto stellare apparente fu trovato utilizzando le osservazioni astrometriche condotte da Nicholas Louis de Lacaille risalenti al 1751-1752, attraverso le discrepanze di posizione fra quelle del Lacaille e quelle dell'epoca di Henderson.
Dai dati del Catalogo Hipparcos (HIP), risulta che il moto proprio delle singole componenti del sistema sia pari a −3678 mas/anno (ovvero −3,678 secondi d'arco all'anno) in ascensione retta e +481,84 mas/anno (0,48184 secondi d'arco all'anno) in declinazione. Dato che il moto proprio è cumulativo, il movimento di α Centauri è pari a circa 6,1 minuti d'arco/secolo (367,8 secondi d'arco/secolo), quindi 61,3 minuti d'arco/millennio (1,02°/millennio). Questi movimenti sono pari rispettivamente a un quinto e due volte il diametro della Luna Piena. La spettroscopia ha determinato la velocità radiale di α Centauri AB pari a −25,1±0,3 km/s.

Animazione che mostra il moto proprio e la variazione di luminosità di ; le altre stelle, che nella realtà sono in movimento, sono mostrate come fisse per esigenze didattiche

Un calcolo più preciso prende in considerazione anche la leggera differenza di distanza stellare rispetto al moto della stella: attualmente infatti sia il moto proprio che la parallasse di α Centauri aumentano leggermente a causa del fatto che il sistema si sta avvicinando a noi. Tali cambiamenti si osservano pure nelle dimensioni del semiasse maggiore a dell'orbita apparente, che sta aumentando a un ritmo di 0,03 secondi d'arco al secolo come le due stelle si avvicinano. Anche il periodo orbitale di α Centauri AB si accorcia brevemente (circa 0,006 anni al secolo), sebbene sia una variazione apparente causata dalla riduzione del tempo che la luce impiega a giungere fino a noi, come la distanza si riduce. Di conseguenza, l'angolo di posizione osservato delle stelle è soggetto a cambiamenti degli elementi orbitali nel tempo, come fu determinato dall'equazione di W. H. van den Bos nel 1926. Alcune piccole ulteriori differenze, di circa 0,5% nella misura del moto proprio, sono causate dal movimento orbitale di α Centauri AB.
Basandosi su queste misure di moto proprio e velocità radiale osservate, si può affermare che α Centauri continuerà in futuro a diventare leggermente più luminosa, passando dapprima a meno di un grado da Hadar e poi poco a nord della Croce del Sud, muovendosi poi verso nord-ovest e infine verso l'equatore celeste, allontanandosi sempre più dalla scia della Via Lattea. Attorno all'anno 29700 α Centauri si troverà nell'area dell'attuale costellazione dell'Idra e sarà a una distanza di esattamente 1 pc (3,3 anni luce) dal Sistema solare. Quindi raggiungerà una velocità radiale (RVel) stazionaria di 0,0 km/s. Subito dopo questa fase il sistema inizierà ad allontanarsi da noi, mostrando così una velocità radiale positiva. Attorno al 43300 α Centauri passerà vicino alla stella di seconda magnitudine Alphard (α Hydrae); a quel punto la sua distanza sarà aumentata a 1,64 pc (5,3 anni luce).
A causa della prospettiva, fra circa 100000 anni, il sistema di α Centauri raggiungerà il punto di fuga finale e scomparirà rapidamente confondendosi fra le deboli stelle di fondo della Via Lattea. A quel punto quella che una volta era una brillante stella gialla finirà al di sotto della visibilità a occhio nudo, in un punto situato nell'attuale debole costellazione australe del Telescopio: quest'insolito punto di fuga (insolito perché attualmente la stella sembra dirigersi proprio nella direzione opposta a questa costellazione) è dovuto all'orbita di α Centauri attorno al centro galattico, che è molto inclinata rispetto al piano galattico e anche rispetto a quella del nostro Sole.

## Luminosità apparente comparata nel tempo
In virtù della sua vicinanza al sistema solare α Centauri appare come la terza stella più brillante del cielo; Sirio è l'attuale stella più luminosa del cielo notturno (con una magnitudine di −1,46) e resterà ancora tale per i prossimi 50 000 anni, durante i quali aumenterà la propria luminosità (fino quasi a sfiorare la magnitudine −1,7) per poi andare incontro a un progressivo affievolimento. Le simulazioni suggeriscono che la combinazione del suo moto in avvicinamento e il contemporaneo allontanamento e il conseguente affievolimento di alcune delle stelle più brillanti dell'epoca attuale, renderanno Vega, per il periodo compreso, la stella più brillante del cielo, con una magnitudine apparente di −0,81; Più in fretta ancora aumenterà la luminosità di Altair, che passerà da un attuale valore di +0,77 a −0,53 in 140 000 anni, per poi decadere altrettanto rapidamente. Arturo si trova attualmente al punto più vicino a noi, dunque in futuro la sua luminosità diminuirà, come quella di Canopo, che fino a 100 000 anni fa era la stella più brillante del cielo.
Il suo moto in avvicinamento verso il sistema solare, che la porterà sino alla distanza di 1 pc, farà sì che α Centauri nei prossimi 30 000 anni incrementi la propria luminosità apparente, sino a raggiungere un valore di circa −0,86, superando la brillantezza di Canopo. Il successivo allontanamento porterà la stella a diminuire la propria brillantezza; tra 40 000 anni la sua magnitudine sarà scesa a +1,03.
La tabella sottostante indica i dati delle magnitudini apparenti delle stelle esaminate nel grafico, con un campionamento di 25 000 anni; il grassetto indica la stella più luminosa nel periodo indicato.
|          | \| Anni \| Sirio \| Canopo \| α Centauri \| Arturo \| Vega \| Procione \| Altair \| \| -------- \| ----- \| ------ \| ---------- \| ------ \| ----- \| -------- \| ------ \| \| −100 000 \| −0,66 \| −0,82 \| 2,27 \| 0,88 \| 0,33 \| 0,88 \| 1,69 \| \| −75 000 \| −0,86 \| −0,80 \| 1,84 \| 0,58 \| 0,24 \| 0,73 \| 1,49 \| \| −50 000 \| −1,06 \| −0,77 \| 1,30 \| 0,30 \| 0,17 \| 0,58 \| 1,27 \| \| −25 000 \| −1,22 \| −0,75 \| 0,63 \| 0,08 \| 0,08 \| 0,46 \| 1,03 \| \| 0 \| −1,43 \| −0,72 \| −0,21 \| −0,02 \| 0,00 \| 0,37 \| 0,78 \| \| 25 000 \| −1,58 \| −0,69 \| −0,90 \| 0,02 \| −0,08 \| 0,33 \| 0,49 \| \| 50 000 \| −1,66 \| −0,67 \| −0,56 \| 0,19 \| −0,16 \| 0,32 \| 0,22 \| \| 75 000 \| −1,66 \| −0,65 \| 0,30 \| 0,45 \| −0,25 \| 0,37 \| −0,06 \| \| 100 000 \| −1,61 \| −0,62 \| 1,05 \| 0,74 \| −0,32 \| 0,46 \| −0,31 \| |        |            |        |       |          |        |
| Anni     | Sirio | Canopo | α Centauri | Arturo | Vega  | Procione | Altair |
| −100 000 | −0,66 | −0,82  | 2,27       | 0,88   | 0,33  | 0,88     | 1,69   |
| −75 000  | −0,86 | −0,80  | 1,84       | 0,58   | 0,24  | 0,73     | 1,49   |
| −50 000  | −1,06 | −0,77  | 1,30       | 0,30   | 0,17  | 0,58     | 1,27   |
| −25 000  | −1,22 | −0,75  | 0,63       | 0,08   | 0,08  | 0,46     | 1,03   |
| 0        | −1,43 | −0,72  | −0,21      | −0,02  | 0,00  | 0,37     | 0,78   |
| 25 000   | −1,58 | −0,69  | −0,90      | 0,02   | −0,08 | 0,33     | 0,49   |
| 50 000   | −1,66 | −0,67  | −0,56      | 0,19   | −0,16 | 0,32     | 0,22   |
| 75 000   | −1,66 | −0,65  | 0,30       | 0,45   | −0,25 | 0,37     | −0,06  |
| 100 000  | −1,61 | −0,62  | 1,05       | 0,74   | −0,32 | 0,46     | −0,31  |

## Sistemi planetari

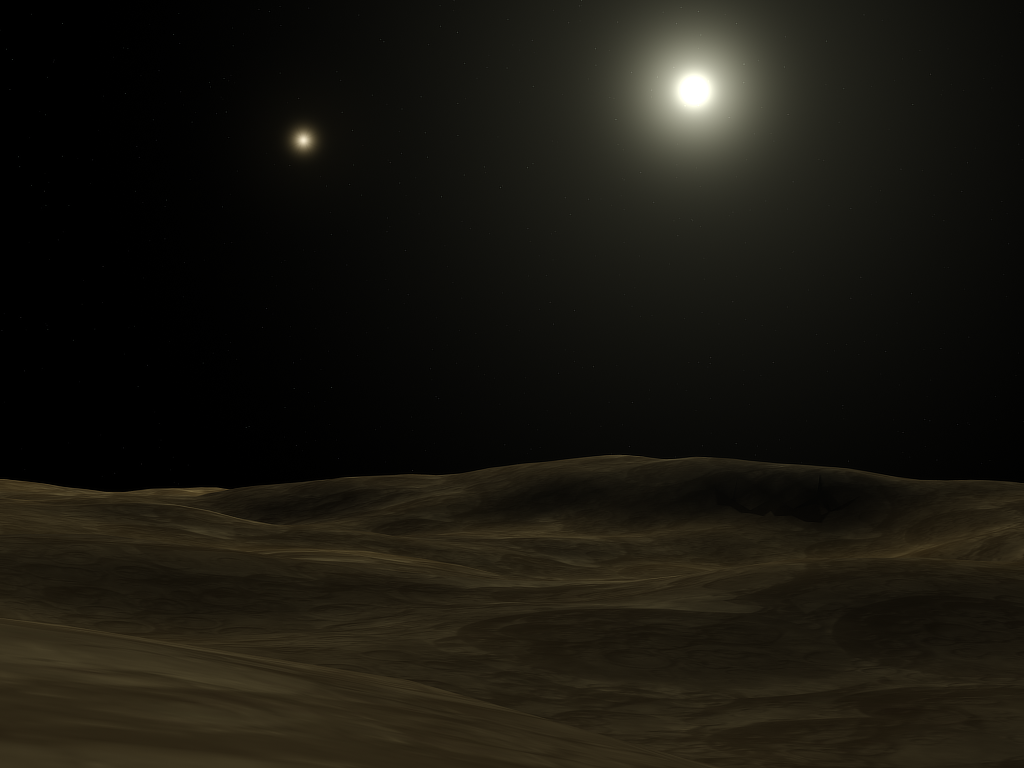
Il sistema di come apparirebbe se osservato da un ipotetico pianeta orbitante attorno alla stella primaria, A.

In passato si pensava che la presenza di pianeti extrasolari orbitanti attorno a stelle doppie fosse improbabile, a causa delle perturbazioni gravitazionali indotte delle stelle componenti il sistema. Ma la scoperta di pianeti attorno ad alcune stelle doppie, come γ Cephei, ha fatto ritenere possibile l'esistenza di pianeti di tipo terrestre nel sistema di α Centauri. Essi possono infatti orbitare attorno alla componente A o alla componente B, oppure possedere un'orbita sufficientemente ampia da comprendere entrambe le stelle.
Le due stelle principali del sistema mostrano caratteristiche molto simili a quelle del nostro Sole (come per esempio l'età e la metallicità, quest'ultima un fattore molto importante per la formazione di pianeti rocciosi di tipo terrestre), per cui l'interesse degli astronomi verso questo sistema è ulteriormente incrementato. Vari gruppi di ricerca specializzati nel trovare pianeti extrasolari hanno utilizzato diversi sistemi di misurazione della velocità radiale o del transito per cercare eventuali corpi orbitanti attorno alle due stelle principali, ma per un lungo periodo tutte le ricerche condotte non avevano permesso di individuare attorno alle due stelle principali di α Centauri alcun corpo celeste, come nane brune, pianeti gioviani o piccoli pianeti terrestri.
Il 17 ottobre 2012 viene pubblicata su Nature la scoperta, annunciata dall‘Osservatorio europeo australe (ESO), di un possibile esopianeta, orbitante intorno alla componente B del sistema stellare, avente una massa di poco superiore a quella terrestre denominato Alfa Centauri Bb. Tuttavia l'estrema vicinanza alla sua stella lo collocherebbe ben al di qua della cosiddetta zona abitabile.
Modelli simulati al computer suggeriscono che la formazione di giganti gassosi simili a Giove e Saturno sia molto improbabile, a causa dei forti effetti gravitazionali e del momento angolare orbitale di questo sistema binario.
Basandosi su simulazioni al computer inizialmente alcuni astronomi fecero l'ipotesi che eventuali pianeti terrestri orbitanti vicino alla zona abitabile non avrebbero potuto mantenere il loro moto di rivoluzione stabile in quella fascia per diverso tempo. La perdita di questi piccoli corpi sarebbe potuta avvenire alcuni miliardi di anni fa, durante la formazione del sistema, a causa delle forti perturbazioni a opera delle due componenti stellari.. Studi successivi hanno invece dimostrato che entrambe le componenti possono mantenere in orbite stabili eventuali pianeti di tipo terrestre.
La vicinanza del sistema lo rende il primo candidato per un'eventuale missione spaziale interstellare. Per percorrere la distanza che separa α Centauri dal Sole occorrerebbero, con la tecnologia attuale, non meno di alcuni secoli.
Il 25 marzo 2015 Demory et al. hanno pubblicato un articolo con i risultati di 40 ore di osservazioni compiute su Alfa Centauri B con il telescopio spaziale Hubble. Anche se il gruppo di astronomi ha escluso eventi di transito per Alfa Centauri Bb (che non esclude la sua esistenza, ma solamente che il pianeta si trovi sullo stesso piano rispetto al Sole e α Centauri), hanno rilevato un evento di transito corrispondente a un possibile corpo planetario. Questo pianeta molto probabilmente orbita attorno a Alfa Centauri B in un periodo di 20,4 giorni circa, con una probabilità del 5% che la sua orbita sia più lunga. Se confermato, questo pianeta sarebbe chiamato Alfa Centauri Bc, e anch'esso, come Alfa Centauri Bb, sarebbe troppo vicino alla sua stella madre per potere ospitare la vita. Tuttavia già nel 2015 la presenza di Alfa centauri Bb è stata confutata da astronomi dell'Università di Oxford, suggerendo che il segnale fosse prodotto da un artefatto e che probabilmente il pianeta non esiste.
Nel 2016 arrivò notizia dall'osservatorio australe europeo di La Silla, in Cile, della presenza di un pianeta roccioso simile alla Terra intorno alla stella Proxima Centauri. A una sonda da spedire verso Proxima Centauri punta un progetto finanziato dal miliardario russo Yuri Milner. Questo progetto era sostenuto anche dal fisico Steven Hawking.
Nel 2021, dopo numerose ore di osservazioni nell'infrarosso usando un coronografo di ultima generazione applicato al Very Large Telescope, un gruppo di astronomi guidati da Kevin Wagner ha annunciato un possibile candidato esopianeta (denominato provvisoriamente C1) situato nella zona abitabile di Alfa Centauri A. Nonostante sia stata esclusa la possibilità che l'oggetto osservato sia una stella di fondo, gli stessi autori non escludono che possa trattarsi di un artefatto e che sono necessarie verifiche future per periodi di tempo più lunghi.
Nell'agosto 2025, la NASA ha annunciato che osservazioni compiute con il telescopio spaziale James Webb nell'agosto 2024 hanno rivelato una sorgente puntiforme che potrebbe essere un esopianeta a una distanza di 2 unità astronomiche da Alfa Centauri A, che si ritiene sia lo stesso oggetto rilevato nel 2021. È stato confermato che questo oggetto non è un oggetto di sfondo ed è improbabile che sia un artefatto strumentale, e quindi potrebbe essere un esopianeta. Se confermato, si tratterebbe di un gigante gassoso con una massa compresa tra 90 e 150 masse terrestri , un raggio simile a quello di Giove e una temperatura di equilibrio di 225 K (−48 °C). Il team spera che il Telescopio spaziale Nancy Grace Roman, dotato di hardware dedicato all'osservazione di sistemi binari e il cui lancio è previsto per il maggio 2027, possa approfondire le conoscenze del possibile pianeta.

### Possibile presenza di vita
Diversi studi hanno suggerito che attorno alle componenti di α Centauri esistono delle regioni in cui eventuali pianeti possano avere delle orbite stabili; queste orbite possono trovarsi a non meno di 70 au attorno alle due componenti, oppure a meno di 3 UA da ciascuna delle due componenti prese singolarmente.
Alcuni astronomi credono però che eventuali pianeti di tipo terrestre potrebbero essere aridi o non possedere un'atmosfera con spessore sufficiente a sostenere la vita; questo perché nel nostro sistema solare sia Giove che Saturno furono probabilmente fondamentali nel perturbare l'orbita delle comete, dirigendole verso la parte più interna del sistema solare, dove avrebbero fornito ghiaccio, e quindi acqua, ai pianeti interni. Le comete avrebbero potuto trovarsi in una sorta di "Nube di Oort" posta nelle regioni più esterne del sistema, quando avrebbero potuto essere influenzate gravitazionalmente sia da giganti gassosi sia da eventuali stelle che transitavano nelle vicinanze, così che queste avrebbero potuto viaggiare verso la zona interna. Tuttavia non ci sono state finora dirette evidenze dell'esistenza di una "Nube di Oort" attorno a α Centauri AB e teoricamente questa potrebbe essere stata completamente disgregata durante la formazione del sistema.. Altri invece sostengono che l'esistenza di una Nube di Oort non può essere al momento esclusa, e comunque il ruolo di Giove e Saturno potrebbe essere stato svolto dall'azione gravitazionale di una delle stelle del sistema nei confronti dell'altra.
Un eventuale pianeta simile alla Terra attorno a α Centauri A dovrebbe trovarsi a circa 1,25 UA dalla stella (circa a metà strada fra la distanza dell'orbita terrestre e quella marziana) per avere delle condizioni climatiche che consentano la presenza di acqua allo stato liquido. Per mantenere queste condizioni attorno a α Centauri B, un pianeta dovrebbe trovarsi a una distanza di 0,7 UA, con un'orbita dunque simile a quella di Venere.
Trovare prove dell'esistenza di questi pianeti sia attorno a Proxima Centauri che al sistema α Centauri AB era fra gli obiettivi della Space Interferometry Mission (SIM) della NASA; trovare pianeti con una massa pari o inferiore a tre masse terrestri compresi entro due UA sarebbe stato possibile tramite l'applicazione di questo programma, che sarebbe dovuto partire nel 2015 ma che venne cancellato già nel 2010.
Un monitoraggio del sistema su base decennale effettuato con il telescopio Chandra ha concluso che eventuali pianeti orbitanti intorno alle due stelle più luminose del sistema, con buona probabilità vengono colpiti dai raggi X della propria stella in misura inferiore rispetto a pianeti simili orbitanti intorno al sole, stimando eventuali prospettive di vita favorevoli.

## Il cielo visto daαCentauri

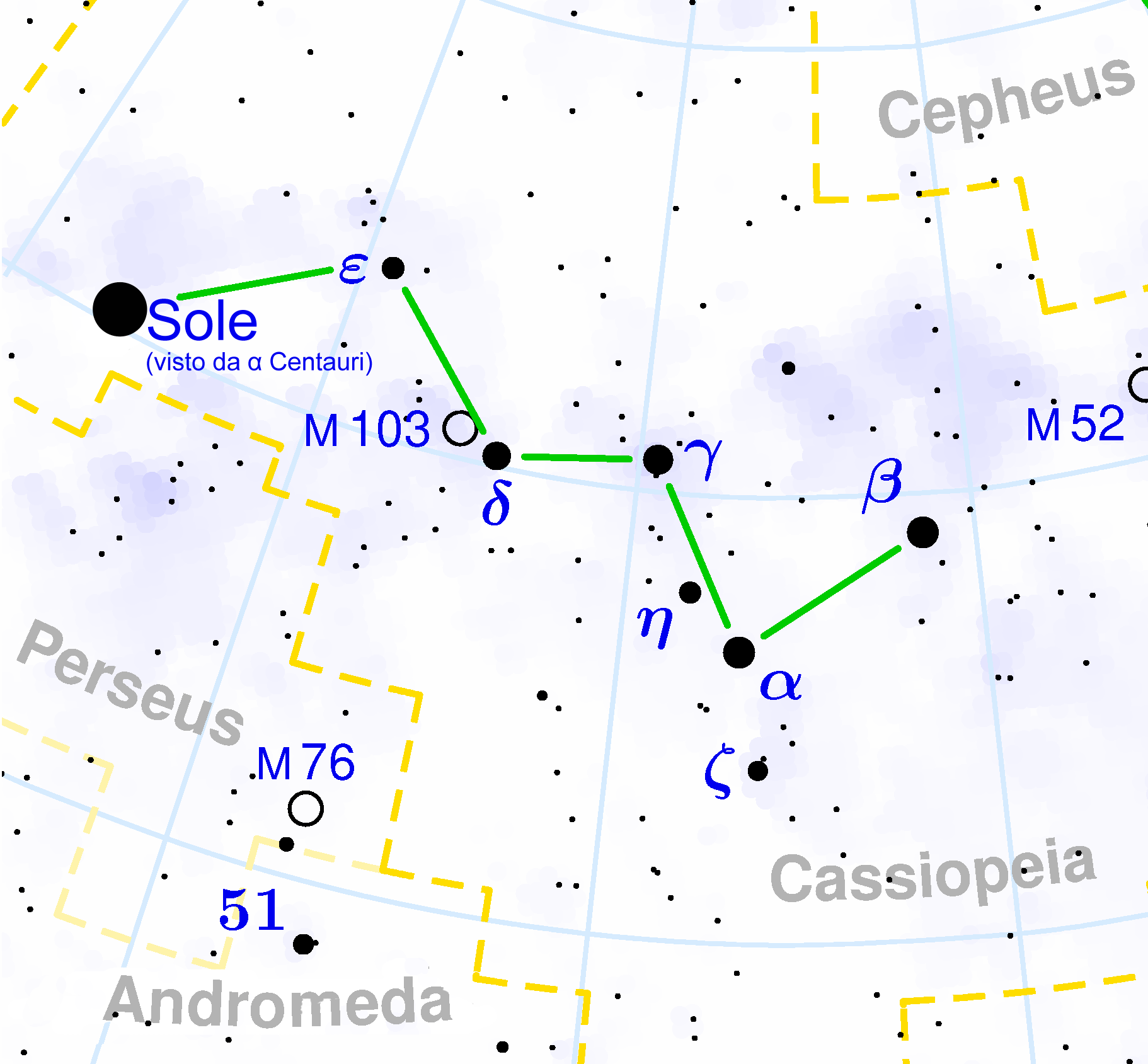
Mappa della costellazione di Cassiopea come apparirebbe se vista da : il Sole è la stella più brillante.

Osservato dalla coppia di stelle più interna del sistema di α Centauri, il cielo (a parte le tre stelle del sistema) apparirebbe quasi identico a come appare visto dalla Terra, con la maggior parte delle costellazioni, come l'Orsa Maggiore e Orione, praticamente invariate. Tuttavia, il Centauro perderebbe la sua stella più brillante e il nostro Sole apparirebbe come una stella di magnitudine 0,5 nella costellazione di Cassiopea, vicino a ε Cassiopeiae. La sua posizione è facilmente calcolabile, poiché sarebbe agli antipodi della posizione di α Centauri vista dalla Terra: avrebbe ascensione retta 02h 39m 35s e declinazione +60° 50′ 00″. Un ipotetico osservatore vedrebbe così la caratteristica "\/\/" di Cassiopea mutata in un segno simile a questo "/\/\/".
Le stelle vicine brillanti come Sirio e Procione si troverebbero in posizioni molto diverse, come pure Altair con uno scarto minore. Sirio andrebbe a fare parte della costellazione di Orione, appena un grado a ovest di Betelgeuse, poco più debole che visto dalla Terra (−1,2) ma pur sempre la stella più luminosa del cielo notturno. Fomalhaut e Vega, invece, essendo abbastanza lontane, sarebbero visibili quasi nella stessa posizione. Proxima Centauri, pur facendo parte dello stesso sistema, sarebbe appena visibile a occhio nudo, con magnitudine 4,5.
Un pianeta attorno a α Centauri A o B vede l'altra stella come un "secondo sole". Per esempio un ipotetico pianeta terrestre a 1,25 UA da α Centauri A (con una rivoluzione di 1,34 anni) sarebbe illuminato come dal Sole dalla sua primaria, mentre α Centauri B apparirebbe da 5,7 a 8,6 magnitudini più fioca (da −21 a −18), da 190 a 2700 volte più debole della primaria, ma ancora da 130 a 1800 volte più luminosa della Luna piena. Viceversa un pianeta a 0,71 AU da α Centauri B (con un periodo di 0,63 anni) sarebbe illuminato come dal Sole dalla sua primaria e vedrebbe la secondaria da 4,6 a 7,3 magnitudini più debole (da −22,1 a −19,4), da 70 a 840 volte più fioca della principale, ma ancora da 150 a 2100 volte più luminosa della Luna piena. In entrambi i casi il sole secondario farebbe il giro di tutto il cielo durante l'anno planetario, partendo a fianco del principale e finendo, mezzo periodo dopo, nella posizione opposta: si avrebbero dunque le condizioni del "Sole di mezzanotte", con almeno uno o due giorni privi di scambio notte-giorno.

## Nella cultura

### Etimologia
Questa brillante stella del sud ben nota con il nome di α Centauri (secondo la designazione di Bayer), possiede in realtà diversi nomi propri; il più diffuso è quello di Rigel Kentaurus spesso abbreviato nella forma Rigil Kent, inizialmente derivante da Rijil Kentaurus (Riguel Kentaurus in portoghese), tutte forme derivate dall'arabo Rijl Qanṯūris (o Rijl al-Qanṯūris, con il significato di "Piede del Centauro"). Un nome alternativo, ma meno usato in italiano, è Toliman, la cui etimologia deriva sempre dall'arabo, al-Ẕulmān ("gli struzzi"). Durante l'Ottocento l'astrofilo Elijah H. Burritt chiamò questa stella Bungula, forse unendo la lettera "β" (sebbene la lettera di questa stella sia "α") al termine latino ungula ("zoccolo"). Quest'ultimo nome è raramente usato.

### Cultura di massa moderna
La luminosità di questo sistema stellare e soprattutto la sua vicinanza a noi (quattro anni luce sono davvero un'inezia se paragonati alle normali distanze spaziali) ha giocato un ruolo fondamentale nel fare sì che α Centauri fosse oggetto di speculazioni fantascientifiche, che venisse citata nella letteratura e nei videogiochi.
L'esempio più noto in ambito letterario è quello di Isaac Asimov: nel suo Ciclo della Fondazione, in particolare nel libro Fondazione e Terra, α Centauri è l'ultima tappa del viaggio di Golan Trevize, consigliere della Fondazione, prima di raggiungere il pianeta Terra; la stella nel romanzo è chiamata con il diminutivo "Alpha" e attorno alla componente principale del sistema orbita un pianeta, Alpha appunto, ricoperto da un unico immenso oceano in cui si trova un'unica terra abitata, i cui abitanti sono in grado di controllare il clima. Da qui Trevize riparte per raggiungere il Sole, la stella più vicina, dove sembra si possa trovare il pianeta Terra.
L'autore di fantascienza americano Philip K. Dick, nel suo romanzo "Le tre stimmate di Palmer Eldritch", narra di come Eldritch, pur di estendere la propria rete commerciale intergalattica, si spinga sino a Proxima Centauri per effettuare scambi con gli alieni locali della galassia. Essa rappresenta inoltre un luogo cardine per lo svolgimento degli eventi della trama.
Un noto autore di fantascienza cinese, Liu Cixin, ha scritto una trilogia che inizia con il romanzo Il problema dei tre corpi. Nel romanzo una civiltà aliena, i trisolariani, pianifica una invasione della Terra per sfuggire alla futura distruzione del loro pianeta nel sistema di tre stelle costituito da α Centauri.
In ambito cinematografico il nome di questa stella è stato molto sfruttato, specie per i viaggi di fantascienza riguardanti l'esplorazione galattica o degli immediati dintorni del Sole. In effetti α Centauri, anche nella realtà, sarebbe una delle primissime mete di un eventuale futuro viaggio interstellare dell'Uomo. In Babylon 5, una serie televisiva di fantascienza girata negli anni novanta, il sistema, chiamato semplicemente "Proxima", è una delle colonie maggiori dell'Alleanza Terrestre; in questo sistema planetario, orbitante attorno a Proxima Centauri, sono presenti tre pianeti, il terzo dei quali è anche la colonia più grande dell'alleanza. Nel corso degli episodi, il pianeta dichiara l'indipendenza, provocando una guerra civile interplanetaria. In chiusura del film italiano 2019 - Dopo la caduta di New York, il protagonista "Parsifal" parte per α Centauri.
Fra i film degli anni duemila vi è Avatar di James Cameron, ambientato in buona parte su "Pandora", una delle tante lune di "Polifemo", gigante gassoso delle dimensioni del pianeta Saturno, ruotante attorno alla stella.
Nella serie televisiva della BBC Good Omens il demone Crowley propone all'angelo Aziraphale di scappare insieme su questa stella per sfuggire al giorno del giudizio e allo scontro tra le loro rispettive fazioni.
Nella serie televisiva anni '60 Lost in space (così come nel film omonimo del 1998 da cui è tratto e dalla serie remake del 2018) una famiglia di coloni spaziali tenta di colonizzare un pianeta di Alfa Centauri.
Nella serie a fumetti DC Comics il pianeta Rann era originario del sistema di α Centauri, fino a quando fu teletrasportato verso Polaris; nella serie Rann è importante in quanto pianeta adottivo dell'esploratore ed eroe Adam Strange.
Nel mondo dei videogiochi uno degli esempi più famosi è quello della serie di Civilization, che pone come una delle condizioni di vittoria quella di inviare una spedizione di coloni verso il sistema di α Centauri. In Sid Meier's Alpha Centauri, la vittoria è data dall'esito di una competizione fra diverse civiltà per la conquista del pianeta Chiron, orbitante attorno alla stella. 
In Starfield, nel sistema di Alpha Centauri è presente Nuova Atlantide: la capitale dell'Unione Coloniale, nonché la città più bella e avveneristica dei Sistemi colonizzati. 
Altri giochi, sia per computer che per altre console di gioco, sono incentrati sulla conquista o sulla colonizzazione dei pianeti del sistema.
Nelle varie serie Transformers la maggior parte delle volte il pianeta nativo dei robot alieni, Cybertron, orbita intorno alla suddetta stella.
Il trio post-trap Tauro Boys ha pubblicato un album nel 2019 chiamato Alpha Centauri.
Nel 1971 il gruppo elettronico Tangerine Dream, a quei tempi un trio, pubblicò un disco intitolato "Alpha Centauri".
Nel 1991 la Lego mise in commercio, nel tema dello Spazio, il set 6988 intitolato appunto "Alpha Centauri Outpost" ("Avamposto di Alfa Centauri") del popolo dei Blacktron.

## Bibliografia

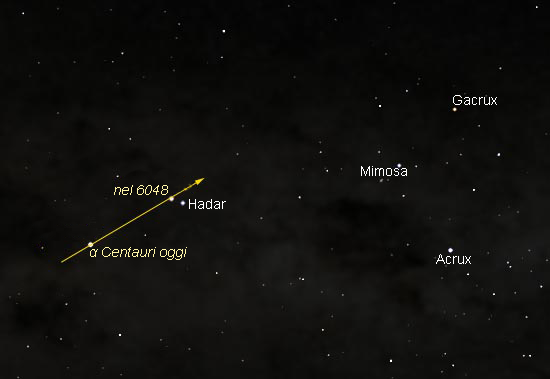
Il moto proprio di ; fra circa 4000 anni la stella formerà una coppia apparente con Hadar.

### Testi generici
- (EN) E. O. Kendall, Uranography: Or, A Description of the Heavens; Designed for Academics and Schools; Accompanied by an Atlas of the Heavens, Philadelphia, Oxford University Press, 1845.
- (EN) John Gribbin, Mary Gribbin, Stardust: Supernovae and Life—The Cosmic Connection, Yale University Press, 2001, ISBN 0-300-09097-8.
- AA.VV, L'Universo - Grande enciclopedia dell'astronomia, Novara, De Agostini, 2002.
- John Gribbin, Enciclopedia di astronomia e cosmologia, Milano, Garzanti, 2005, ISBN 88-11-50517-8.
- W. Owen et al., Atlante illustrato dell'Universo, Milano, Il Viaggiatore, 2006, ISBN 88-365-3679-4.
- J. Lindstrom, Stelle, galassie e misteri cosmici, Trieste, Editoriale Scienza, 2006, ISBN 88-7307-326-3.

### Sulle stelle
- (EN) Martin Schwarzschild, Structure and Evolution of the Stars, Princeton University Press, 1958, ISBN 0-691-08044-5.
- (EN) Martha Evans Martin; Donald Howard Menzel, The Friendly Stars: How to Locate and Identify Them, Dover, Courier Dover Publications, 1964,  p. 147, ISBN 0-486-21099-5.
- R. J. Tayler, The Stars: Their Structure and Evolution, Cambridge University Press, 1994,  p. 16, ISBN 0-521-45885-4.
- (EN) David H. Levy; Janet A. Mattei, Observing Variable Stars, 2ª ed., Cambridge, Cambridge University Press, 1998,  p. 198, ISBN 0-521-62755-9.
- (EN) Cliff Pickover, The Stars of Heaven, Oxford, Oxford University Press, 2001, ISBN 0-19-514874-6.
- A. De Blasi, Le stelle: nascita, evoluzione e morte, Bologna, CLUEB, 2002, ISBN 88-491-1832-5.
- C. Abbondi, Universo in evoluzione dalla nascita alla morte delle stelle, Sandit, 2007, ISBN 88-89150-32-7.
- (EN) Fred Schaaf, The Brightest Stars: Discovering the Universe through the Sky's Most Brilliant Stars, John Wiley & Sons, Incorporated, 2008,  p. 288, ISBN 978-0-471-70410-2.

### Carte celesti
- Tirion, Rappaport, Lovi, Uranometria 2000.0 - Volume II: The Southern Hemisphere to +6°, Richmond, Virginia, USA, Willmann-Bell, inc., 1987, ISBN 0-943396-15-8.
- Tirion, Sinnott, Sky Atlas 2000.0, 2ª ed., Cambridge, USA, Cambridge University Press, 1998, ISBN 0-933346-90-5.
- Tirion, The Cambridge Star Atlas 2000.0, 3ª ed., Cambridge, USA, Cambridge University Press, 2001, ISBN 0-521-80084-6.

### Voci generiche
- Stella
- Sequenza principale
- Nana gialla
- Nana arancione
- Nana rossa
- Sistema stellare

### Il sistema
- α Centauri A
- α Centauri B
- Proxima Centauri

### Posizione
- Costellazione del Centauro
- Bolla Locale
- Nube Interstellare Locale
- Braccio di Orione
- Via Lattea
- Gruppo Locale
- Superammasso della Vergine

### Liste
- Stelle più vicine alla Terra
- Stelle più brillanti del cielo notturno osservabile
- Lista delle stelle luminose più vicine
- Lista di stelle